# Ilhéu de São Lourenço

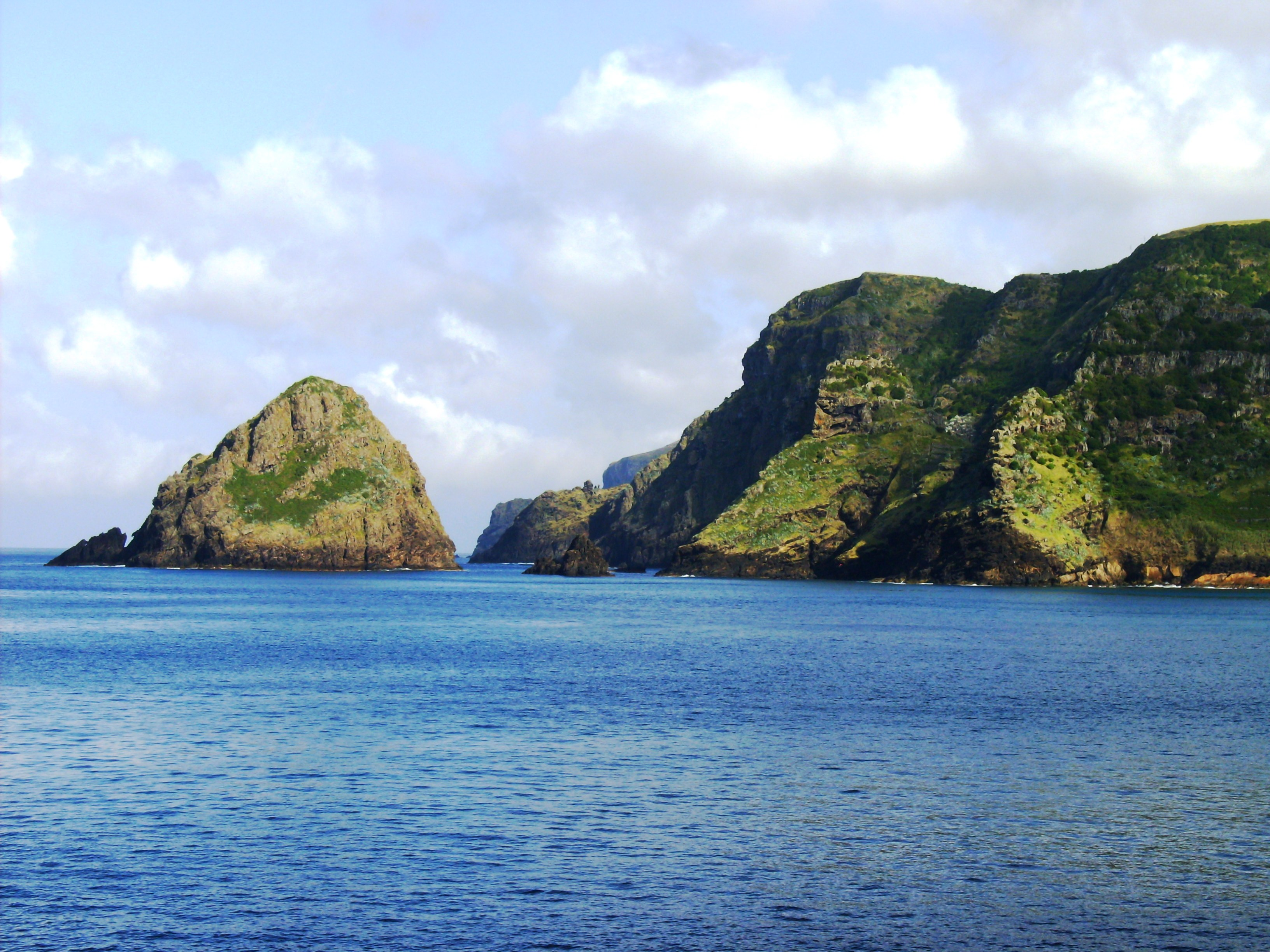
Ilhéu de São Lourenço.

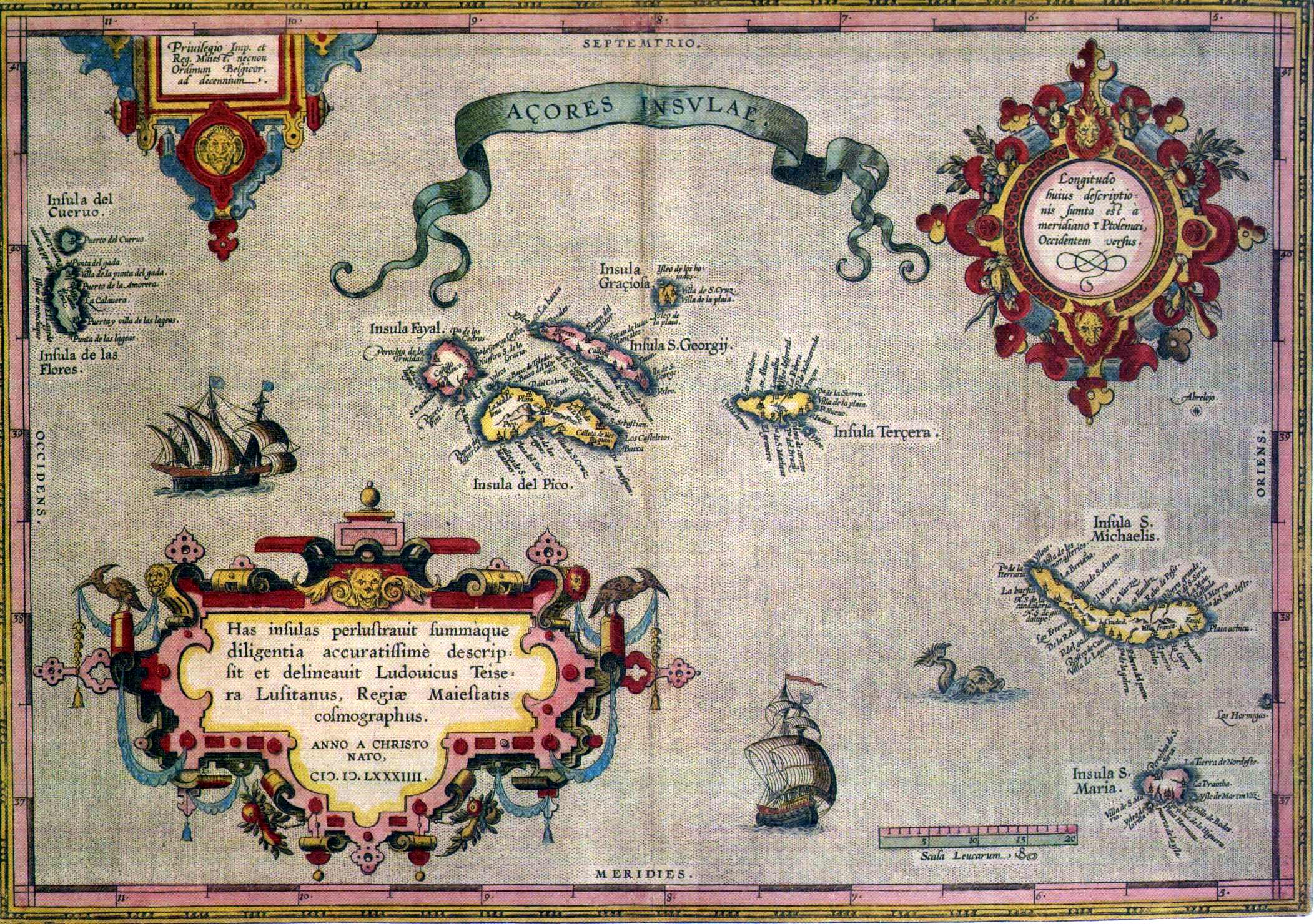
Mapa dos Açores (Luís Teixeira, c. 1584).

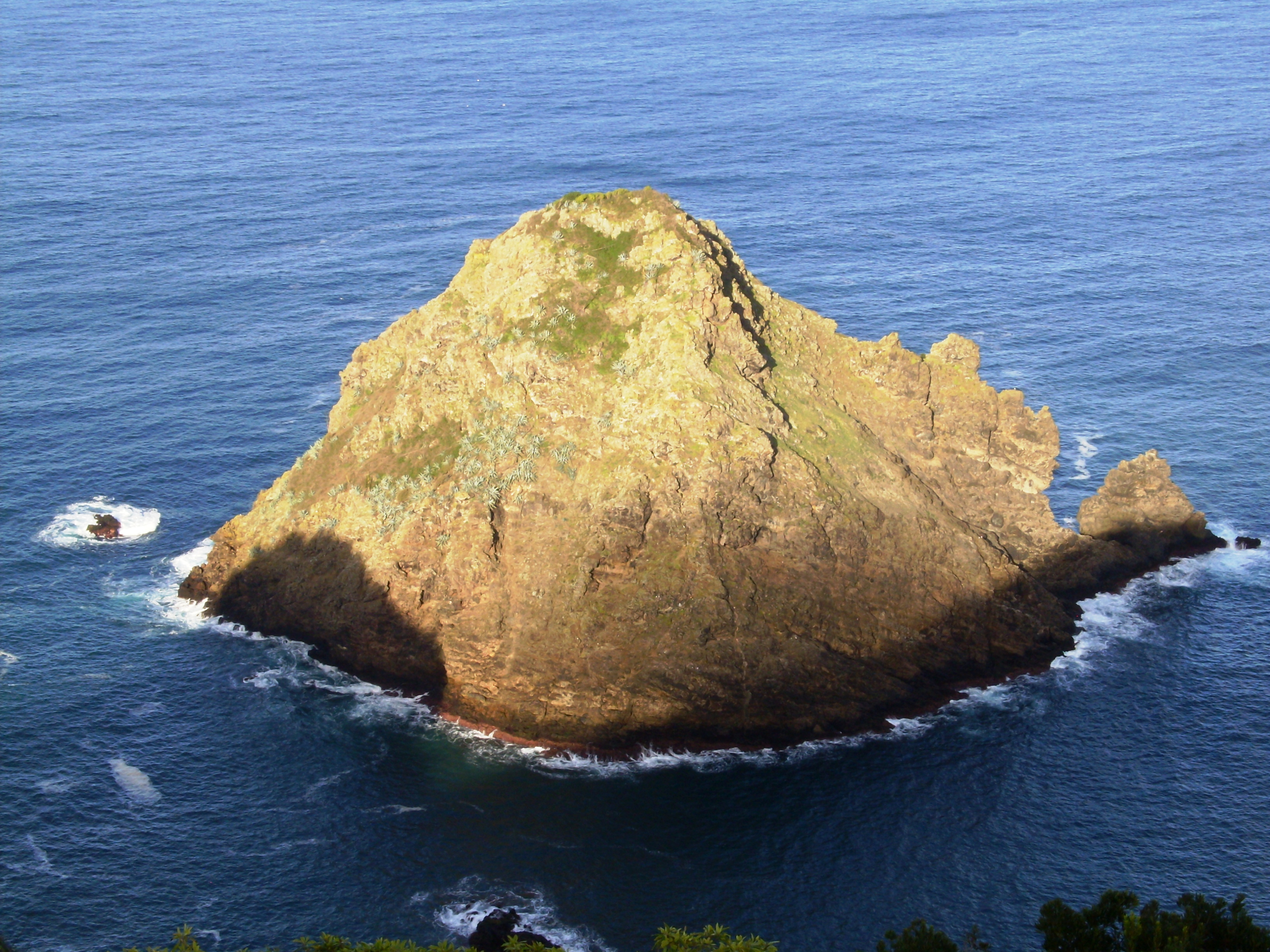
Ilhéu de São Lourenço.

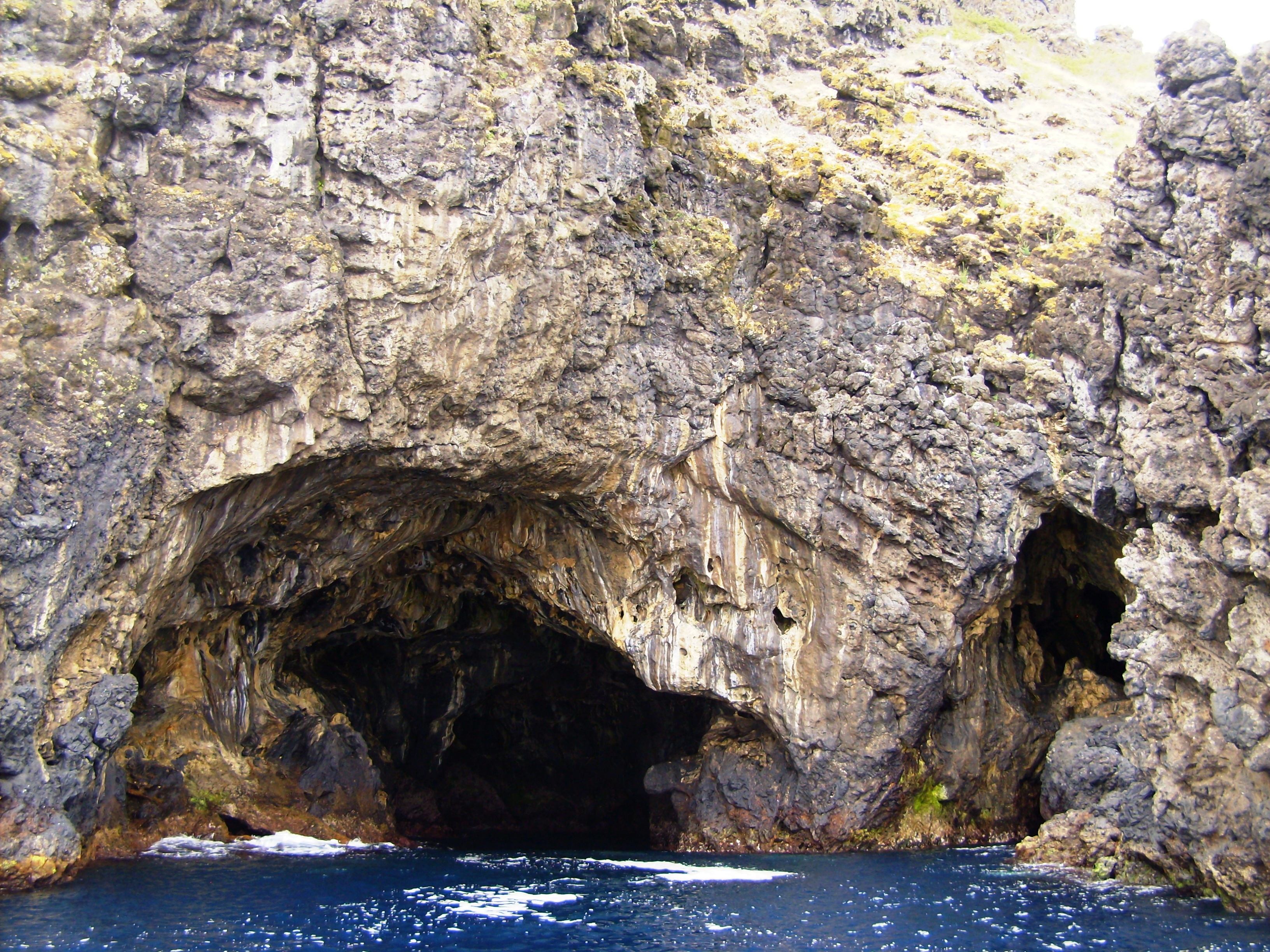
Furna do ilhéu de São Lourenço.

O Ilhéu de São Lourenço, também conhecido como Ilhéu do Romeiro, localiza-se diante da ponta Negra, no extremo sul da praia de São Lourenço, na freguesia de Santa Bárbara, concelho da Vila do Porto, na costa nordeste da ilha de Santa Maria, nos Açores.
Integra a Reserva Natural da Baía de São Lourenço.

## História
O ilhéu encontra-se indicado no "Mapa dos Açores" (Luís Teixeira, c. 1584) como "Ysle de Martin Vaz".
Encontra-se referido por Gaspar Frutuoso, que registou:
"Chama-se o ilhéu e porto do Romeiro, porque em cima, nas terras feitas ao sul deles, morou um homem honrado e antigo, chamado Francisco Romeiro, muito abastado, cuja casa era de todos, e tinha [a] graça de curar quaisquer feridas e desmanchos de braços e pernas, não somente de graça, mas pondo todo o necessário em qualquer cura, que fazia à sua custa, para ser [a] graça perfeita. Junto das quais casas, à borda da rocha, está uma fonte muito grande, que se chama a Fonte Clara. E da ponta de Álvaro Pires até este ilhéu será uma légua.
O qual ilhéu do Romeiro é de pedra, da feição de um coruchéu, e com vento Sul e outros ventos do mar tormentosos se acolhem a ele muitos navios, o qual terá em cima dez alqueires de terra de erva e alguma rama curta e pouca, onde se criam e tomam muitas cagarras que dão graxa e pena para cabeçais. E porque é este ilhéu dos comendadores, não podem ir a ele, nem aos outros, a fazer esta caça, sem sua licença ou dos feitores.
Tem este ilhéu uma furna tão comprida, que parece chegar donde começa a outra parte dele, mas não tem mais de uma boca, maior que um portal de qualquer igreja grande, cuja entrada é mais alta que três lanças. Tem esta furna muitos caminhos e furnas com retretes, e toda é de penedia mui áspera, que está como engessada ou grudada, de uma pedra de água, que faz das gotas de água que de cima está [d]estilando e se coalha como cera e congela como vidro e fica no ar dependurada, como regelo ou neve que cai, onde a há, das beiras dos telhados, ou como tochas e círios de cera derretida, que se vai pondo em camadas e coalhando; e assim são algumas tão compridas, que chegam abaixo, e outras ficam no ar dependuradas, mas pegadas em cima, fazendo-se brancas depois de coalhadas, como pedra de alabastro.
Na entrada desta furna está uma lagem, a logares não muito chã, que está alastrada da dita pedra de água, da mesma maneira da rinhoada [sic] de um boi muito gordo e da própria cor sanguentada, que vê-la sem a tocar, não se julga por menos; aqui chega o Sol com seus raios alguma parte do dia, por onde parece que tem outra cor, diferente da de dentro, sombria. Parece casa de cirieiro, com as muitas tochas, círios, candeias, da cor da cera, não muito branca, algumas das quais estão pegadas no alto, dependuradas para baixo e as gotas de água na ponta. E onde cai aquela gota, na lagem, de baixo se faz e alevanta outra tocha ou candeia, como a de cima, ficando parecendo aquela furna uma grande e fera boca aberta de baleia, bem povoada de alvos dentes em ambos os queixos, debaixo e de cima; quebrando os quais dentes ou tochas e círios e candeias, lhe vêm as camadas de água coalhada, feita pedra, como as da cera de um círio.
Outros não são como tochas, círios, candeias, nem dentes, senão como pedaços de pau grosso; outros à feição de gamelas; outros, em lugares, feitos à maneira de oratórios, com seus círios postos e castiçais; em outras partes coscorões, mas são sobre o teso, que se não devem mastigar muito bem; em outra parte confeitos, feitos de gotas de água, que de cima cai, e depois se tornam pedras, que os parecem, e que à vista não diferem deles coisa alguma, se não que devem de trincar muito no dente, pois são tornados pedra, com que também fica parecendo aquela furna casa de confeiteiro.
À qual não vão, ainda que seja em dia claro, se não com tocha ou candeio, por causa da grande obscuridade que há dentro nela. Está este ao Nordeste da ilha. Há neste ilhéu, ao redor dele, muito marisco, principalmente cranguejos [sic] e lagostins."
FIGUEIREDO (1960) assim refere o ilhéu em 1815:
"(...) fica ao mar d'esta ribeira [do Salto] o Ilheo de San Lourenço (p.ª outro chamado do Romeiro) onde se achão as christilinações em uma furna ao mar."
Esse oficial coletou amostras das estalactites e remeteu-as com o seu Relatório.

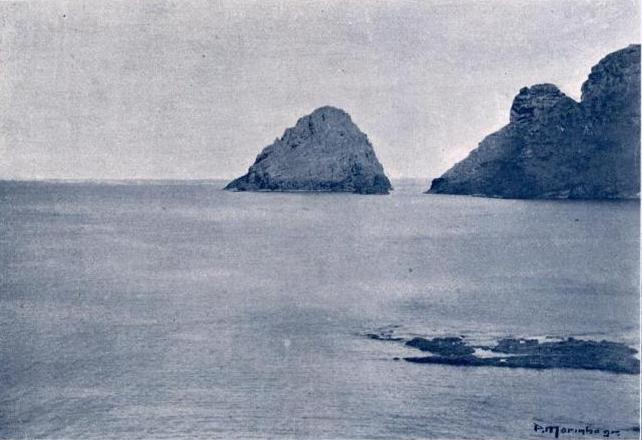
"Ilhéu do Romeiro na Bahia de San Lourenço" (Álbum Açoriano, 1903).

Em época mais recente, o "Álbum Açoriano" referiu em 1903:
"Na entrada da bahia de San Lourenחo ha um ilheu, hoje pertencente ao sr. Victor Gago da Camara - o ilheu do Romeiro -, onde existe uma furna, que se assimelha a um palacio subterraneo. Dividem-n'a d'um lado aposentos ornados de stalactites e de stalagmites, que parecem columnatas mutiladas; do outro lado fendem a rocha sinuosas veredas; de espaço a espaço notam-se como que umas mesas, bancos e sophas de marmore. Ao fundo, torna-se o espectaculo mais maravilhoso, porque as sinuosidades são mais pronunciadas, e as petrificações mais variadas; a vista não cança de admirar vistosas stalactites, pendendo do tecto como fios de crystal, e grossas stalagmites brotando do chão.
A natural vegetação da furna serpenteia em grinaldas, verde marino, atapetando, forrando e toldando o vasto sobterraneo.
Não é facil o accesso á furna, tornando-se preciso aguardar occasião do mar se conservar muito sereno, para se ir admirar a linda gruta mysteriosa."

## Características
O ilhéu, rochoso, tem forma aproximadamente cónica, e o seu pico apresenta 92 metros de altura. É recoberto por vegetação rala. Possuiu uma espécie de cais natural e uma gruta, onde é possível observar estalactites e estalagmites, e exemplares da única espécie de mamífero endémica do arquipélago: o morcego-dos-Açores ("Nyctalus azoreum"). As aves estão representadas pelo cagarro ("Calonectris diomedea borealis") e o garajau-rosado ("Sterna dougallii").